# Liste der Monuments historiques in La Chapelle-Bouëxic
Die Liste der Monuments historiques in La Chapelle-Bouëxic führt die Monuments historiques in der französischen Gemeinde La Chapelle-Bouëxic auf.

## Liste der Bauwerke
| Bezeichnung                         | Beschreibung | Standort                    | Kennzeichnung | Schutzstatus | Datum | Bild           |
| ----------------------------------- | ------------ | --------------------------- | ------------- | ------------ | ----- | -------------- |
| Schloss                             |              | 18, rue de la Mairie (Lage) | PA35000068    | Inscrit      | 2015  | weitere Bilder |
| Kirche St-Joseph und Kriegerdenkmal |              | Place de la Vigne (Lage)    | IA35002629    | Inscrit      | 2015  | weitere Bilder |

## Liste der Objekte
- Monuments historiques (Objekte) in La Chapelle-Bouëxic in der Base Palissy des französischen Kultusministeriums